# Joaquín Lepeley
Joaquín Lepeley Contreras (Chillán, 17 de noviembre de 1883 - Viña del Mar, 15 de marzo de 1957), fue un periodista e ingeniero chileno, director de El Mercurio de Valparaíso y Premio Nacional de Periodismo 1955.

## Biografía
Hijo de Luis Lepeley y Eduviges Contreras, nació en Chillán. Estudió en el Instituto Nacional y la Universidad de Chile, donde se graduó de Bachiller en Ciencias Exactas.

## Labor periodística
Inició su labor periodística en 1902, como corresponsal del diario "El Mercurio" en Los Andes. Desde 1905 a 1906, fue Jefe de Crónica del diario "La Tarde" de Valparaíso. En 1908, "El Mercurio" lo nombró Jefe de todos los servicios informativos. En 1921, fue nombrado director de El Mercurio de Valparaíso, cargo que ejerció hasta diciembre de 1955.

## Otras labores
Fue Profesor de Gramática Española y de Historia Universal en la Escuela de Aspirantes a Ingenieros y de la Escuela Naval de Valparaíso.
Fundador del Club Rotario de Valparaíso, del cual fue Presidente en varias ocasiones. La Convención Rotaria de Santiago de 1928, lo designó Gobernador del Distrito 64. Presidente del Congreso Rotario Ibero-Americano de Valparaíso, en 1936.
En 1943 fue delegado del Presidente del Rotario Internacional a la Conferencia de Distritos del Brasil.
Miembro de la Junta de Beneficencia de Valparaíso, Vice y Presidente de la misma. Director del Club Valparaíso, de la Liga Antialcohólica, del Hospital de Niños de Valparaíso, de la Asociación de Boy Scouts, del Ateneo de Valparaíso, Liga de Estudiantes Pobres, Gota de Leche.

## Vida privada
Casado con Berta Lüderitz, tuvo tres hijos: Joaquín, Hernán y Olga.

## Premios y Condecoraciones
- La Municipalidad de Valparaíso le otorgó el título de Ciudadano Honorario de la Ciudad y la Medalla al Mérito.
- Posee la Medalla de Comendador de la Corona de Italia en el grado de Caballero.
- Obtuvo el Premio Nacional de Periodismo en 1955.[5]